# Le Philosophe Chilon
Le Philosophe Chilon est un tableau réalisé par le peintre italien Luca Giordano vers 1660. De format vertical, cette huile sur toile représente Chilon, un philosophe de la Grèce antique, alors qu'il lit un livre ouvert devant un fond neutre. Appuyé sur une canne, l'homme y figure vêtu d'une tunique grossièrement rapiécée qui sied à sa philosophie cynique peu soucieuse des apparences. L'œuvre est conservée au musée des Beaux-Arts et d'Archéologie de Besançon, à Besançon, dans le Doubs. Achetée en 1845, elle est la propriété de la commune.